# Kristinehamns fögderi
Kristinehamns fögderi avsåg den lokala skattemyndighetens verksamhetsområde i nuvarande Kristinehamns och delar av Gullspångs kommuner mellan åren 1967 och 1991. Efter detta år omorganiserades skatteväsendet och fögderierna ersattes av en skattemyndighet för varje län - i detta fall den för Värmlands län. År 2004 gick verksamheten upp i det nybildade Skatteverket.
Kristinehamns fögderi föregicks av flera mindre fögderier, vilka sedermera även delvis hamnade under Filipstads och Karlstads fögderier.
- Östersysslets fögder (1682-1966)
- Karlstads fögderi (1952-1966)
  - Östersysslets fögderi (1682-1951)